# میرزا جانی نقاش
میرزا جانی نقاش نقاش و هنرمند دوره زندیه و اوایل قاجاریه بود که در سیاه‌قلم و آبرنگسازی سلیقه‌ای نیکو داشت. از آثار وی می‌توان  تصویر گل و مرغی شیوا به آبرنگ که رقم «کمترین عبدالمحمد» دارد و تصویر دسته گلی پرآرایش با رقم «کمترین عبدالمحمد میرزاجانی (۱۲۰۵)» نام برد. از او آثاری در باغ نگارستان بر جای مانده است.

## منبع
- پرویز ناتل خانلری، پرویز، اثرآفرینان، انتشارات انجمن آثار و مفاخر فرهنگی، ۱۲ تیر ۱۳۸۵